# نسل ام...
نسل ام… (به انگلیسی: Generation Um...) فیلمی محصول سال ۲۰۱۲ و به کارگردانی مارک ال. من است. در این فیلم بازیگرانی همچون کیانو ریوز، بوجانا نوواکوویچ، آدلاید کلمنس، دانیل سانجاتا، ساریتا چودری و جیک هافمن ایفای نقش کرده‌اند.